# Мостови Новог Сада
Мостови на Дунаву (између 1.252 и 1.262 km тока реке) и каналу Дунав—Тиса—Дунав код Новог Сада.

## Мостови на Дунаву пре1945.
- Понтонски мост, 1788-1918.
- Железнички мост (Мост цара Франца Јозефа, Мост краљевића Андреја), 1883-1941. (уништен од стране југословенске војске да би се успорило продирање Немаца на југ)
- Поћореков мост, 1915-1924, замишљен као први друмски мост у Новом Саду, био је изграђен од дрвета, а 1924. га је уништио лед[2][3][4] Овај је био дебео "5 до 6 метара", војска га је минирала и гађала авионским бомбама.[5]
- Мост краљевића Томислава, 1928-1941. (уништен од стране југословенске војске да би се успорило продирање Немаца на југ)
- Железнички мост, 1941-1944. (изграђен и касније уништен од стране немачке војске при повлачењу)

## Мостови на Дунаву од1945. до1999.
- Понтонски мост, 1945-1946, постављен као привремено решење на месту данашњег Варадинског моста
- Мост маршала Тита (1991. назив промењен у Варадински мост), саграђен 1946, порушен за време НАТО бомбардовања СРЈ 1999.
- Жежељев мост (Мост братства и јединства), саграђен 1961, порушен за време НАТО бомбардовања СРЈ 1999.
- Мост слободе, саграђен 1981, порушен за време НАТО бомбардовања СРЈ 1999.

## Мостови на Дунаву после1999.
- Понтонски мост, постављен као привремено решење покрај Варадинског моста, 1999-2005. (затворен после пуштања у промет Моста слободе)
- Друмско-железнички мост (Мост Бошка Перошевића), 2000-2019. (постављен као привремено решење и демонтиран након изградње Железничко-друмског моста)
- Варадински мост, обновљен 2000.
- Мост слободе, обновљен 2005.
- Железничко-друмски мост преко Дунава (Нови Жежељев мост), саграђен 2018. (на месту Жежељевог моста)

## Преглед мостова
Постојећи мостови у Новом Саду у низводном смеру:
| Ред. бр. | Назив моста (у функцији од)                                            | Дужина | Категорија                               | Мостови на истој локацији, различитих конструкција |
| -------- | ---------------------------------------------------------------------- | ------ | ---------------------------------------- | --- |
| 1.       | Мост слободе (1981—1999, и од 2005)                                    | 1382 m | друмски пешачки бициклистички            | |
| 2.       | Варадински мост (од 2000)                                              | 304 m  | друмски пешачки бициклистички            | — Понтонски мост (Хагенов мост) (1788—1918) — Мост краљевића Томислава (1928—1941) — Понтонски мост (1945—1946) — Мост маршала Тита (1946—1999) (од 1991—1999. званично име Варадински мост) |
| 3.       | Железничко-друмски мост (од 2018) (или незванично (Нови) Жежељев мост) | 474 m  | железнички друмски пешачки бициклистички | — Жежељев мост (1961—1999) (званично име је било Мост братства и јединства) |

Бивши мостови у Новом Саду, на другим локацијама у односу на садашње мостове, у низводном смеру:
| Ред. бр. | Назив моста (у функцији од)                                                                                               | Напомене                                                                  |
| -------- | --- | ------------------------------------------------------------------------- |
| 1.       | Мост краљевића Андреја (1883—1944) (од 1883—1918. званично име Мост Фрање Јосифа)                                         | Стубови моста и данас видљиви у Дунаву.                                   |
| 2.       | Понтонски мост (1999—2005)                                                                                                | Између стубова моста краљевића Андреја и тада срушеног Варадинског моста. |
| 3.       | Поћореков мост (1915—1924) (незванично име моста)                                                                         | У продужетку данашње улице Милоша Бајића.                                 |
| 4.       | Друмско-железнички мост (2000—2018) (или Привремени монтажно-демонтажни мост МД-88, или незванично Мост Бошка Перошевића) | Привремени мост 75 m узводно од порушеног Жежељевог моста.                |

## Мостови на каналуДунав—Тиса—Дунав
- Каћки мост
- Темерински мост
- Клисански мост
- Железнички мост
- Мост који повезује Булевар Европе и ауто-пут Суботица-Нови Сад.

## Галерија
- Хагенов мост, 1788—1918
- Мост краљевића Андреја, 1883—1944
- Поћореков мост, 1915—1924
- Мост краљевића Томислава, 1928—1941
- Мост Маршала Тита, 1946—1999
- Мост братства и јединства, 1961—1999
- Понтонски мост, 1999—2005
- Друмско-железнички мост, 2000—2019
- Варадински мост
- Мост слободе
- Железничко-друмски мост
- Каћки мост
- Темерински мост
- Клисански мост